# Manoir du Vieux Bourg
Le manoir du Vieux Bourg est un édifice situé à Merdrignac, en France.

## Localisation
Le manoir est situé sur le territoire de la commune de Merdrignac, dans le département  des Côtes-d'Armor, en région Bretagne.

## Description
Le manoir est construit selon un plan en U avec un corps central rectangulaire percé d'une porte charretière et d'une porte piétonne. Il accueille actuellement l'École de Musique Intercommunale du Mené.

## Historique
Résidence du sénéchal de Merdrignac jusqu'à la Révolution, la construction datant de 1644 a été remaniée au cours des siècles suivants.
Le manoir est inscrit au titre des monuments historiques par arrêté du 29 novembre 1990.